# Montgesty
Montgesty település Franciaországban, Lot megyében. Lakosainak száma 320 fő (2022. január 1.). Montgesty Les Arques, Catus, Gindou, Lherm, Pontcirq, Saint-Médard és Thédirac községekkel határos.

## Népesség
A település népességének változása:
| Lakosok száma | 309  | 325  | 273  | 278  | 322  | 333  | 339  | 325  | 318  | 320  |
|               | 1968 | 1982 | 1990 | 2006 | 2013 | 2015 | 2017 | 2019 | 2020 | 2022 |